# Eva Meile
Eva Meile (født 20. januar 1936) er uddannet både som pianist og siden cand.theol. og har som sådan virket som præst ved Sankt Andreas Kirke (Københavns Kommune) og Luther Kirken, begge i København, indtil hun blev pensioneret i 2003. Har udgivet flere bøger om teologi og kirkelige emner, så som Salmeordbogen sammen med Birgit Meister, og selvbiografien Oh Slagelse .

## Note
1. ↑  Eva Meile og Birgit Meister: Salmeordbogen, 2007 ISBN 978-87-21-03133-6